# Kloster Schlehdorf

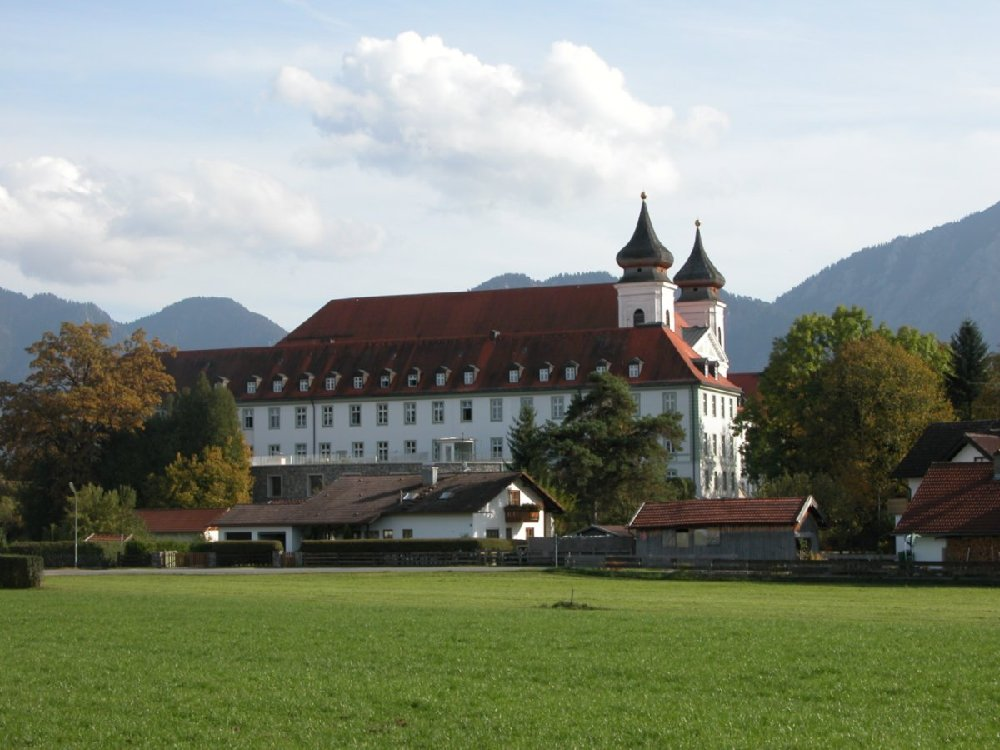
Kloster Schlehdorf

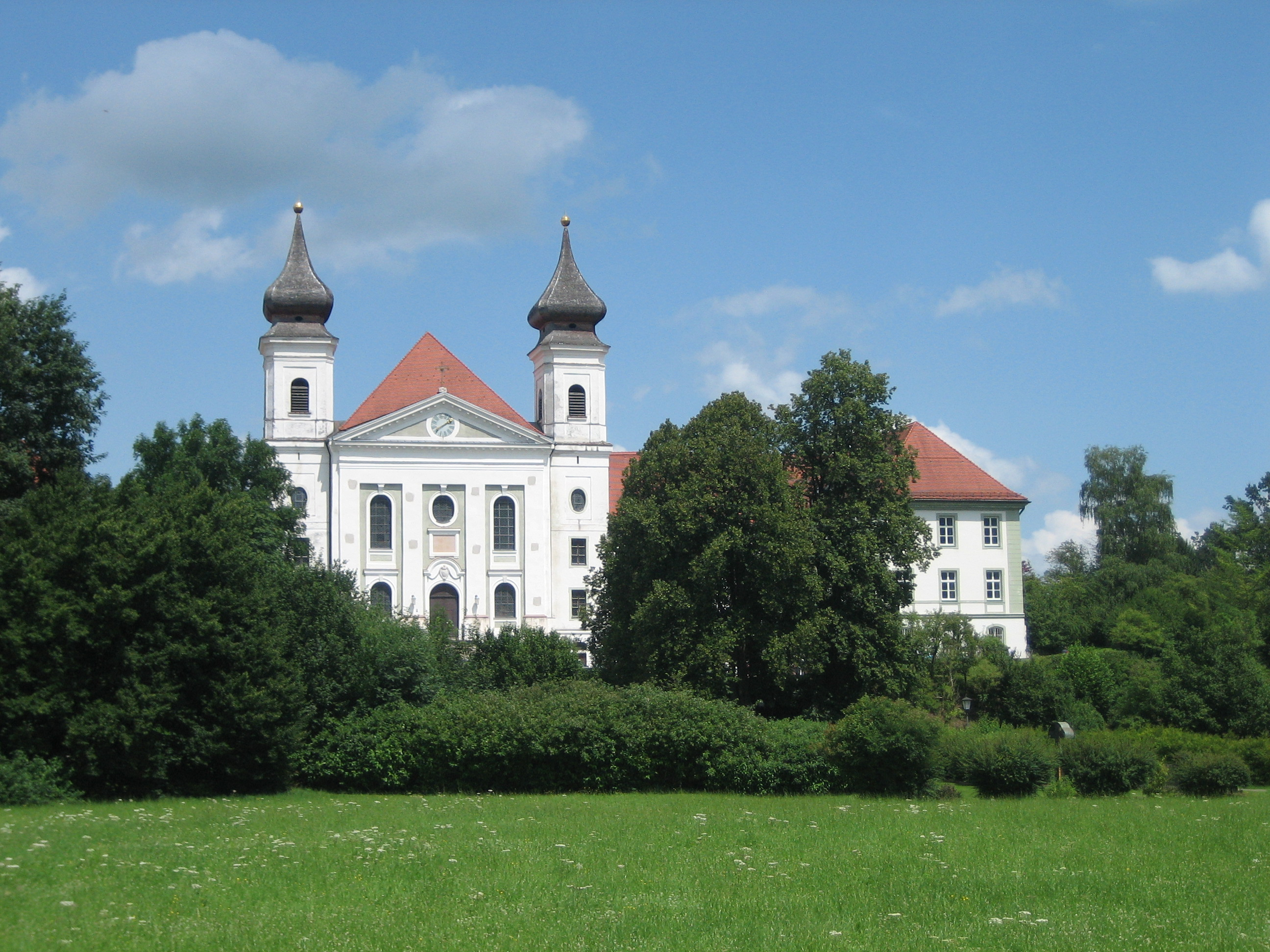
Pfarrkirche St. Tertulin

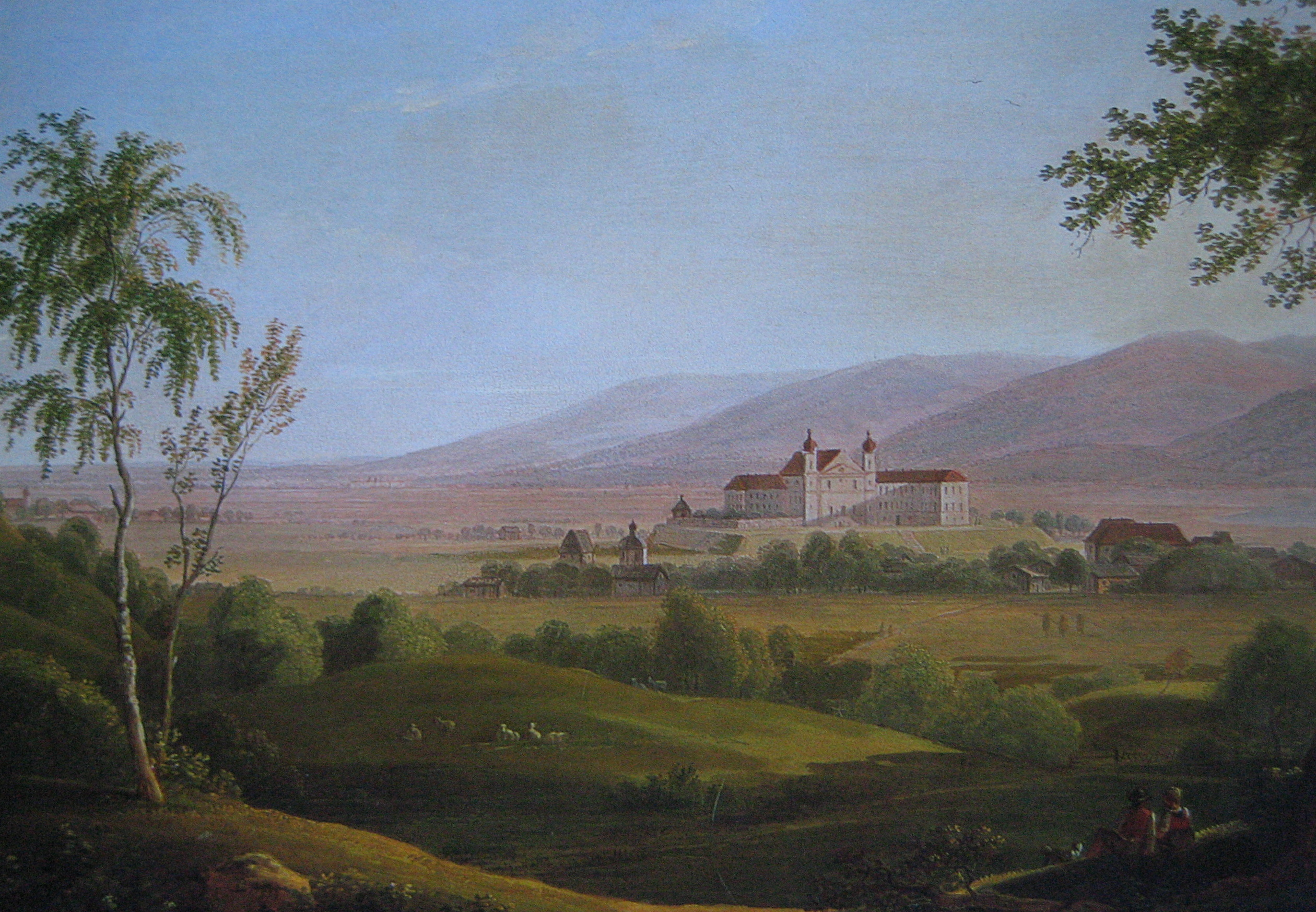
Das Kloster auf einem Gemälde von Simon Warnberger

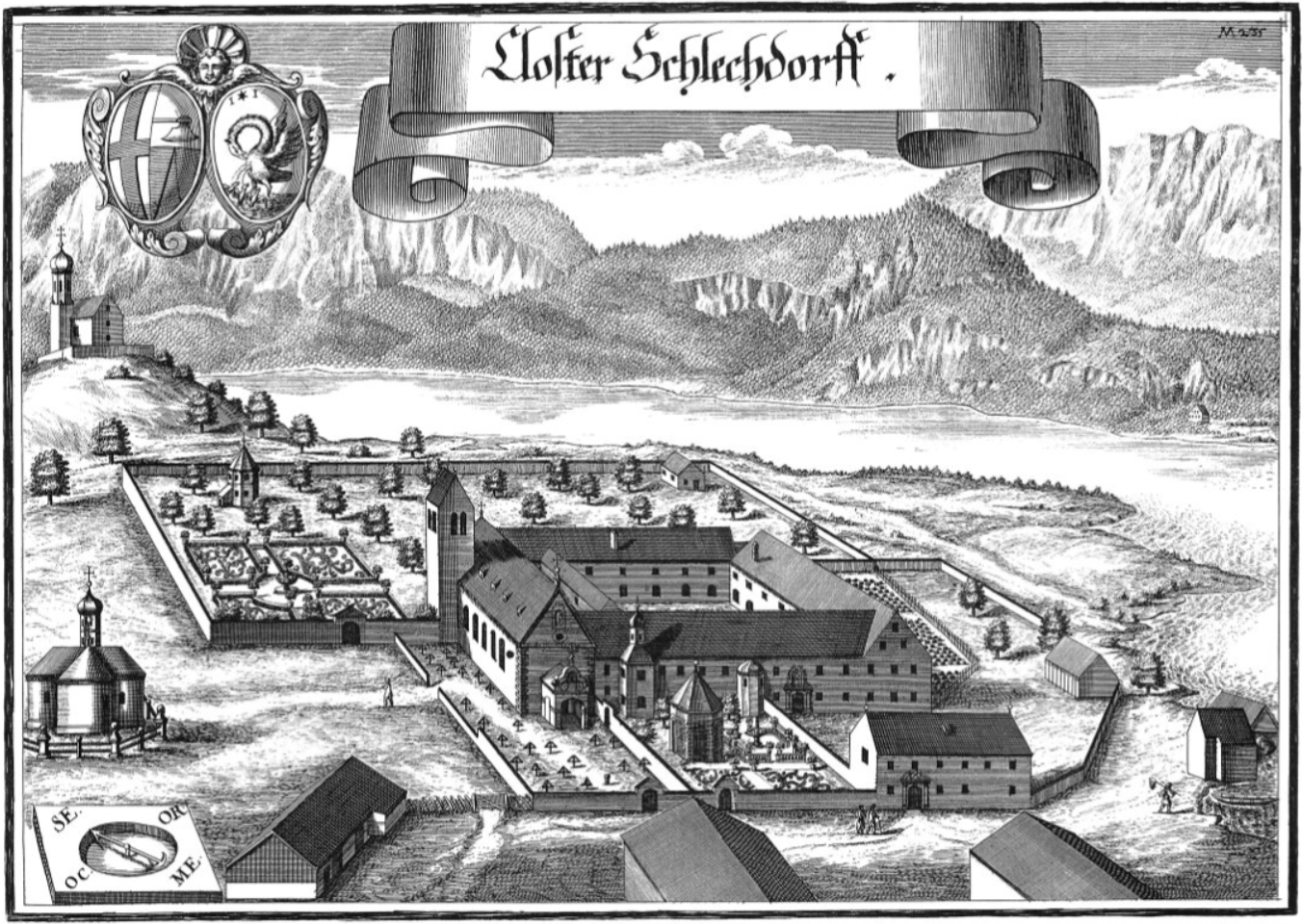
Michael Wening: Closter Schlehdorff, um 1700

Das Kloster Schlehdorf ist ein Kloster der Missions-Dominikanerinnen von Qonce (ehemals King William’s Town) in Südafrika.
Es liegt am Ostrand von Schlehdorf am nördlichen Rand der Bayerischen Alpen und in unmittelbarer Nähe des Kochelsees. Das auf dem Areal befindliche Klostergebäude mit Gästehaus und Klosterladen wurde 2020 von der Ordensgemeinschaft veräußert. Der Verkauf betraf nicht die Klosterkirche und die Realschule der Diözese München und Freising.

## Geschichte
Das St. Dionysius und später St. Tertulin geweihte Kloster wurde 763/772 durch die Huosi, ein in der Region ansässiges Adelsgeschlecht, gegründet. Es gilt als Nachfolgekloster von Scharnitz in Klais, das vermutlich zwischen 769 und 772 abgebrannt ist. Erster Abt ist Arbeo, der spätere Abt von Freising, sein Nachfolger war Atto von Freising, ebenfalls den Huosi zugehörig. Daraus wurde geschlossen, dass dieses Kloster quasi als „Hauskloster“ der Huosi gedacht war. Der Huosi Gaio, Sohn des Poapos, schenkte 799 seinen Besitz im Inntal im pagus Poapintal sowie in Langenpettenbach an das Kloster Schlehdorf.
Bis ins 10. Jahrhundert war es ein Benediktinerkloster, dann ein Kollegiatstift, und zwar ab 1140 ein Augustiner-Chorherrenstift. Von 1717 bis 1725 wurde das Kloster zu einer barocken, dreigeschossigen Dreiflügelanlage erweitert und umgebaut. Die zwischen 1773 und 1780 erbaute Stiftskirche wird dem Münchner Baumeister Balthasar Trischberger zugeschrieben. 
1803 wurde das Kloster Schlehdorf im Zuge der Säkularisation aufgelöst. Die Klostergebäude wurden verkauft.
Seit 1904 gehörte das Kloster Schlehdorf den Missionsdominikanerinnen von King William’s Town. Die Klostergebäude wurden 1926/1927 nach Plänen Hans Schurr erweitert. Ab 1960 war das Kloster der Sitz der deutschen Ordensprovinz der Missionsdominikanerinnen.
Die Hofstelle der Dominikanerinnen am Kloster wurde Ende 2020 an die Öko-Genossenschaft Klostergut Schlehdorf e.G. verkauft. Die landwirtschaftlichen Flächen kaufte die Öko-Genossenschaft Ende 2021. Diese landwirtschaftlichen Flächen waren schon ab 2012 von der Öko-Genossenschaft bewirtschaftet worden. Anfang 2023 kaufte die Genossenschaft vom Kloster auch den Karpfsee.

## Reihe der Pröpste der Augustiner Chorherren
Die Liste ist wegen fehlender Urkunden sehr unvollständig.
1. Heinrich I., um 1150
2. Heinrich II.
3. Conrad I.
4. Heinrich III., 1206
5. Conrad II., 1271
6. Bernhard I., 1296
7. Conrad III., 1298
8. Hermann I.
9. Conrad IV.
10. Berthold, 1403
11. Johann I.
12. Conrad V., 1425
13. Hermann II., † 1451
14. Oswald I.
15. Ulrich
16. Oswald II. (unsicher)
17. Johann II., † 1473
18. Matthias Mayr, 1473
19. Johann III. Hyr, 1490, 1493
20. Johann IV. Coci
21. Gabriel Kramer, 1503–1507
22. Caspar Haeglin, 1507
23. Anton
24. Melchior
25. Augustin I. Hohenleitner
26. Achaz
27. Georg Sedlmayr, 1558, 1561
28. Augustin II. Wimpassinger
29. Wolfgang Bucher, 1571–1608
30. Christoph Ellwanger, † 1631
31. Virgil Eisenschmied, 1631–1663
32. Bonifaz Buchner, 1663–1667
33. Felician Weinmüller, 1667–1673
34. Bernhard II. Bogner, 1674–1724
35. Augustin III. von Schlechten, 1724–1726
36. Constanz Schroeller, 1726–1735
37. Corbinian Gschwendtner, 1735–1755
38. Innocenz Strasser, 1755–1788
39. Tertulin Salcher, 1788–1803, † 13. Januar 1829[7]

## Sonstiges
Das Schlehdorfer Kreuz in der Heilig-Kreuz-Kapelle mit einer lebensgroßen Figur des Christus ist um das Jahr 970 entstanden und gehört damit zu den ältesten Monumental-Kruzifixen der Christenheit.

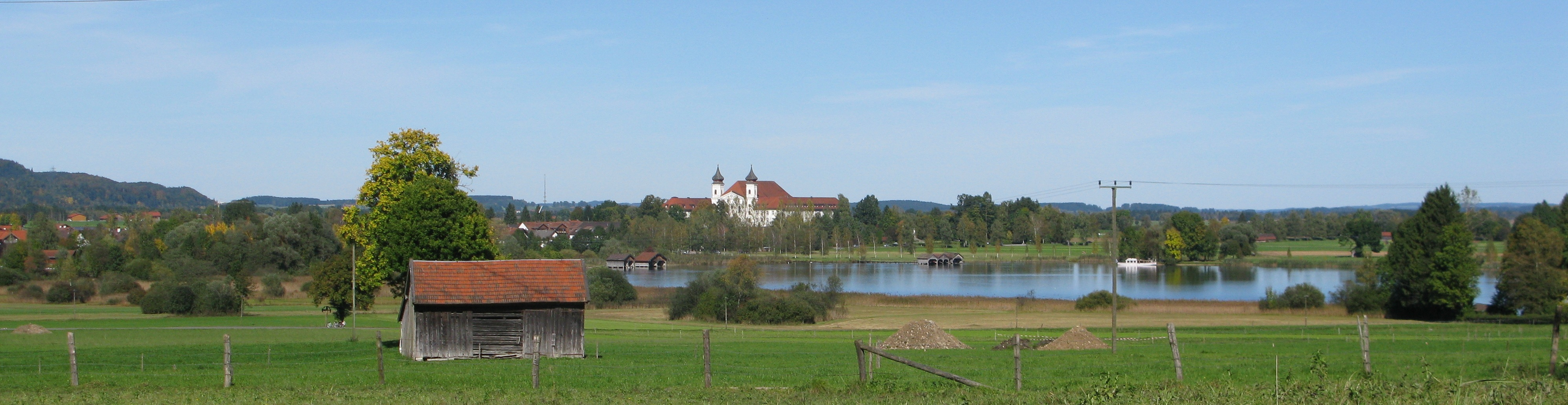
Panoramabild Kloster Schlehdorf mit Kochelsee

## Cohaus Kloster Schlehdorf
Die Missions-Dominikanerinnen verkaufte am 28. November 2019 das historische Gebäude für 4,2 Millionen Euro an die Wohnungsbaugenossenschaft (Wogeno) München. Die Wogeno gründete für den Kauf die Tochtergesellschaft „Cohaus Kloster Schlehdorf GmbH“ mit Sitz in Schlehdorf, um als neue Eigentümerin das Gebäude im Inneren umzugestalten und dort Wohnen, Arbeiten und öffentliche Veranstaltungen anzubieten. Die Klosterkirche und die Realschule waren nicht tangiert. Die Ordensgemeinschaft zog in einen Neubau.
Heute ist die eingetragene Genossenschaft KlosterGut Schlehdorf eG ein ökologisches und gemeinwohlorientiertes Projekt, das neben Landwirtschaft und Gemüsegärtnerei eine Herberge, ein Seminarhaus, Werkstätten, ein Bio-/Hofladen und ein Hofcafé betreibt. Das Projekt wird von Genossenschaftsmitgliedern, haupt- und ehrenamtlich Mitarbeitenden und einem gemeinnützigen Verein getragen.